# 랄프 노덤
랄프 노덤(Ralph Northam, 1959년 9월 13일 ~ )은 미국의 정치인으로 제73대 버지니아주 주지사이다.

## 학력
- 버지니아 군사 학교 학사
- 버지니아 보건대학교 의무박사

## 경력
- 2008.01 ~ 2014.01 제155·156·157대 버지니아주 제6구 상원의원
- 2014.01 ~ 2018.01 제40대 버지니아주 부지사
- 2018.01 ~ 2022.01 제73대 버지니아주 주지사

## 역대 선거 결과
| 선거명      | 직책명                    | 대수  | 정당   | 득표율 | 득표수      | 결과 | 당락                 |
| ----------- | ------------------------- | ----- | ------ | ------ | ----------- | ---- | -------------------- |
| 2007년 선거 | 상원의원 (버지니아 제6부) | 155대 | 민주당 | 54.34% | 17,307표    | 1위  | 버지니아 주의원 당선 |
| 2011년 선거 | 상원의원 (버지니아 제6부) | 157대 | 민주당 | 56.76% | 16,606표    | 1위  | 버지니아 주의원 당선 |
| 2013년 선거 | 버지니아 부지사           | 40대  | 민주당 | 55.12% | 1,213,155표 | 1위  | 버지니아 부지사 당선 |
| 2017년 선거 | 버지니아 주지사           | 73대  | 민주당 | 53.90% | 1,409,175표 | 1위  | 버지니아 주지사 당선 |